# Balgstädt
Balgstädt – miejscowość i gmina w Niemczech, w kraju związkowym Saksonia-Anhalt, w powiecie Burgenland, wchodzi w skład gminy związkowej Unstruttal.
1 lipca 2009 do Balgstädt przyłączono trzy gminy: Burkersroda, Größnitz oraz Hirschroda.